# Bad Lieutenant (Band)
Bad Lieutenant sind eine englische New Wave, Alternative Band. Sie haben sich nach dem Ausstieg von Peter Hook aus New Order gegründet.

## Geschichte
Nachdem Peter Hook 2007 aus New Order ausgestiegen war, hatten die übrig gebliebenen Bandmitglieder entschieden weiterhin unter dem Namen New Order Musik zu machen. Die Band Bad Lieutenant wurde 2009 offiziell gegründet. Gleichzeitig kündigten sie ihr Album Never Cry Another Tear an.
Auf dem Album hat neben dem Blur Bassisten Alex James auch der ehemalige Joy Division und New Order Schlagzeuger Stephen Morris mitgewirkt. Stephen Morris spielte bei bisherigen Auftritten Schlagzeug, ohne offiziell Mitglied der Band zu sein. Des Weiteren gehört Tom Chapman (Bass) zur Liveband.
Im Rahmen einer Europatour mit verschiedenen Konzerten in Großbritannien, Frankreich und Deutschland spielten Bad Lieutenant Anfang Dezember 2009 in Hamburg und in Berlin.

## Diskografie

### Alben
- Never Cry Another Tear (2009)

### Singles
- Sink or Swim (2009)
- Twist of Fate (2010)